# Coppa d'Élite irachena
La Coppa d'Élite irachena (in arabo كأس النخبة العراقي‎?), ufficialmente campionato di Baghdad (in arabo بطولة بغداد‎?) e in precedenza campionato Madre di tutte le battaglie (in arabo بطولة أم المعارك‎?, Botola Umm Al-Ma'arik), in riferimento al nome usato dal presidente dell'Iraq Saddam Hussein per designare la guerra del Golfo, è stata una competizione calcistica irachena tenutasi con cadenza annuale dal 1991 al 2003. Si disputava nell'arco di due settimane, nel periodo precedente all'inizio del campionato iracheno di calcio, tranne che per le edizioni del 1995 e del 2001, che si tennero a metà della stagione agonistica.

## Formula
Alla manifestazione hanno partecipato le prime otto classificate della Prima Lega, la massima divisione irachena, ad eccezione delle edizioni del 1991 e del 1993, riservate alle sole prime sei classificate. Le squadre venivano divise in due gruppi: le prime due classificate di ogni gruppo si qualificavano alle semifinali e, in caso di vittoria, alla finale per l'assegnazione del trofeo. Era prevista anche una finale per il terzo posto.

## Albo d'oro
| Year                                   | Vincitore                              | Risultato                              | Seconda                                | Terza                                                                   | Score                                                                   | Quarta                                                                  |
| Campionato Madre di tutte le battaglie | Campionato Madre di tutte le battaglie | Campionato Madre di tutte le battaglie | Campionato Madre di tutte le battaglie | Campionato Madre di tutte le battaglie                                  | Campionato Madre di tutte le battaglie                                  | Campionato Madre di tutte le battaglie                                  |
| -------------------------------------- | -------------------------------------- | -------------------------------------- | -------------------------------------- | ----------------------------------------------------------------------- | ----------------------------------------------------------------------- | ----------------------------------------------------------------------- |
| 1991                                   | Al-Zawraa                              | 3-1 (dts)                              | Al-Quwa Al-Jawiya                      | Al-Talaba                                                               | 2-2 (dts) (4-3 dtr)                                                     | Al-Karkh                                                                |
| 1992                                   | Al-Talaba                              | 1-0 (golden goal)                      | Al-Quwa Al-Jawiya                      | Al-Zawraa                                                               | 4-0                                                                     | Al-Naft                                                                 |
| 1993                                   | Al-Talaba                              | 2-1                                    | Al-Quwa Al-Jawiya                      | Al-Zawraa                                                               | 1-0                                                                     | Al-Karkh                                                                |
| 1994                                   | Al-Quwa Al-Jawiya                      | 0-0 (dts) (4-3 dtr)                    | Al-Talaba                              | Al-Zawraa                                                               | 2-1                                                                     | Al-Najaf                                                                |
| 1995                                   | Al-Talaba                              | 1-0                                    | Al-Quwa Al-Jawiya                      | Al-Zawraa                                                               | 3-0                                                                     | Al-Naft                                                                 |
| 1996                                   | Al-Quwa Al-Jawiya                      | 1-0 (golden goal)                      | Al-Zawraa                              | Al-Najaf                                                                | 1-0                                                                     | Al-Shorta                                                               |
| 1997                                   | Al-Najaf                               | 4-0                                    | Al-Shorta                              | Al-Zawraa                                                               | 7-0                                                                     | Al-Talaba                                                               |
| 1998                                   | Al-Quwa Al-Jawiya                      | 3-0                                    | Al-Naft                                | Al-Talaba                                                               | 3-1                                                                     | Al-Minaa                                                                |
| 1999                                   | Al-Zawraa                              | 2-0                                    | Al-Quwa Al-Jawiya                      | Al-Karkh                                                                | 3-0                                                                     | Al-Talaba                                                               |
| 2000                                   | Al-Shorta                              | 1-0                                    | Al-Zawraa                              | Al-Karkh                                                                | 2-1                                                                     | Al-Talaba                                                               |
| 2001                                   | Al-Shorta                              | 1-0 (golden goal)                      | Al-Talaba                              | Al-Karkh                                                                | 2-1                                                                     | Al-Quwa Al-Jawiya                                                       |
| 2002                                   | Al-Shorta                              | 1-0                                    | Al-Talaba                              | Al-Zawraa                                                               | 2-1                                                                     | Al-Quwa Al-Jawiya                                                       |
| Campionato di Baghdad                  |                                        |                                        |                                        |                                                                         |                                                                         |                                                                         |
| 2003                                   | Al-Zawraa                              | 2-2 (dts) (5-4 dtr)                    | Al-Talaba                              | Al-Quwa Al-Jawiya / Al-Shorta (finale per il terzo posto non disputata) | Al-Quwa Al-Jawiya / Al-Shorta (finale per il terzo posto non disputata) | Al-Quwa Al-Jawiya / Al-Shorta (finale per il terzo posto non disputata) |

1. ↑  Giocata nel 1996.
2. ↑  Giocata nel 2002.
3. ↑  Finale giocata nel 2004.

## Vittorie per squadra
| Squadra           | Vittorie | Finali perse | Anni vittorie    | Anni finali perse            |
| ----------------- | -------- | ------------ | ---------------- | ---------------------------- |
| Al-Quwa Al-Jawiya | 3        | 5            | 1994, 1996, 1998 | 1991, 1992, 1993, 1995, 1999 |
| Al-Talaba         | 3        | 4            | 1992, 1993, 1995 | 1994, 2001, 2002, 2003       |
| Al-Zawraa         | 3        | 2            | 1991, 1999, 2003 | 1996, 2000                   |
| Al-Shorta         | 3        | 1            | 2000, 2001, 2002 | 1997                         |
| Al-Najaf          | 1        | 0            | 1997             |                              |
| Al-Naft           | 0        | 1            |                  | 1998                         |